# Lars Bové
Lars Bové (12 oktober 1980) is een Belgisch journalist. Hij is redacteur politiek en economie en onderzoeksjournalist bij de krant De Tijd.

## Opleiding
Lars Bové werd master in de Communicatiewetenschappen aan de Vrije Universiteit Brussel in 2002 en behaalde daarna een master Journalistiek aan de Erasmushogeschool Brussel. Aan de Campus De Persgroep werd hij Senior Fellow na te zijn geslaagd in de opleiding “Leiding geven in media” in 2015.

## Werk
Lars Bové begon zijn carrière als onderzoeksjournalist in 2003 bij Humo. Kort daarna werd hij gerechtsspecialist bij De Tijd. Ondertussen is hij er onderzoeksjournalist en redacteur politiek & economie. Hij coördineert er bovendien de onderzoeksjournalisten. Lars Bové geeft ook les als docent gerechtsjournalistiek aan de Katholieke Universiteit Leuven.
Onderzoekswerk van Lars Bové lag mede aan de basis van 'Fortisgate' en de val van de federale regering Leterme I.
Lars Bové werkte mee aan onderzoeken naar verscheidene ophefmakende internationale fraudezaken. Voor het International Consortium of Investigative Journalists (ICIJ) werkte hij mee aan SwissLeaks, Panama Papers, Paradise Papers en LuxLeaks. Met Correctiv spitte Bové onder meer de CumEx-Files uit en werkte mee aan het dossier "Grand Theft Europe" over BTW-carrousels in Europa. Hij nam deel aan het onderzoek van het OCCRP naar de NarcoFiles en zocht in de 7 miljoen vanuit het Openbaar Ministerie van Colombia gelekte e-mails over de Zuid-Amerikaanse drugstrafiek naar verwijzingen met betrekking tot België.
Lars Bové wordt regelmatig gevraagd voor televisieprogramma's, geeft lezingen en treedt op als moderator. Hij schreef een boek en een jeugdboek over de staatsveiligheid: De geheimen van de staatsveiligheid, speurtocht naar een schimmige overheidsdienst en Spionage, van geheime codetaal tot vergiftigde tandpasta. Meer dan vijftienduizend mensen volgen hem op Twitter.

## Prijzen
Lars Bové won verschillende nationale en internationale prijzen en werd talloze malen genomineerd.
| Jaar | Prijs                                  | Wegens                                                    | Opmerkingen                                              |
| ---- | -------------------------------------- | --------------------------------------------------------- | -------------------------------------------------------- |
| 2002 | De Vlaamse Scriptieprijs               |                                                           | met Delphine Hajaji en Joris Van Campenhout              |
| 2012 | Citibank Journalistic Excellence Award | onderzoek naar de winst van de criminele sector in België |                                                          |
| 2012 | Persprijzen Belfius                    | De postbus van zeven miljard                              | met Bart Haeck                                           |
| 2013 | Persprijzen Belfius                    | Belastingsroute België                                    | met Bart Haeck                                           |
| 2015 | Persprijzen Belfius                    | De Geheimen van de Staatsveiligheid blootgelegd           |                                                          |
| 2015 | De Loep                                | LuxLeaks                                                  | met Kristof Clerix (Knack) en 2 journalisten van Trouw   |
| 2016 | Prijs voor de Democratie               | #PanamaPapers                                             | met Kristof Clerix (Knack) en het ICIJ                   |
| 2017 | De Loep                                | Paradise Papers                                           | met Kristof Clerix (Knack) en 5 Nederlandse journalisten |